# Autodesk 123D
Autodesk 123D era una suite di strumenti software per hobbisty CAD e modellazione 3D creata da Autodesk. È simile, negli obiettivi a Google SketchUp ed è basata su Autodesk Inventor.
Supporta l'esportazione in file con estensione STL.
Autodesk sta anche lavorando in collaborazione con 3 società: Ponoko, Techshop e 3D Systems per permettere agli utenti di 123D di creare oggetti fisici dai loro progetti usando tecnologie di stampa 3D.

## Applicazioni
La suite è composta dai seguenti programmi:
- Catch: crea modelli 3D da una serie di fotografie scattate da varie angolature con l'uso della fotogrammetria
- Sculpt: permette la manipolazione di creta virtuale per iPad
- Make: permette la creazione di modelli solidi in stile LOMlow-tech
- Design: programma semplificato per creare modelli 3D
- Creature: permette la creazione di creature in 3D su iPad
- Circuits: Applicazione di progettazione circuitale e breadboarding virtuale[5]
- Tinkercad: app di stampa 3D e di simulazione di circuiti elettronici
- MeshMixer: Uno strumento gratuito per lavorare con modelli mesh

## Oggi
Oggi le funzionalità dei suoi programmi sono unite su Tinkercad, che sostituisce l'intera suite dal 2017.